# Еліо Ерміто Замп'єр Нето
Еліо Ерміто Замп'єр Нето (порт. Hélio Hermito Zampier Neto, нар. 16 серпня 1985, Ріо-де-Жанейро) — бразильський футболіст, захисник клубу «Шапекоенсе».
Виступав, зокрема, за клуб «Сантус».

## Ігрова кар'єра
Народився 16 серпня 1985 року в місті Ріо-де-Жанейро. Вихованець юнацьких команд футбольних клубів «Парана», «Васко да Гама» та «Франсіско Белтрао».
У дорослому футболі дебютував 2008 року виступами за команду клубу «Сіанорті», в якій провів один сезон. 
Згодом з 2009 по 2012 рік грав у складі команд клубів «Гуарані» (Кампінас), «Метрополітано» та знову «Гуарані» (Кампінас).
Своєю грою за останню команду привернув увагу представників тренерського штабу клубу «Сантус», до складу якого приєднався 2013 року. Відіграв за команду з Сантуса наступний сезон своєї ігрової кар'єри.
До складу клубу «Шапекоенсе» приєднався 2015 року. Відтоді встиг відіграти за команду з Шапеко 31 матч в національному чемпіонаті.
Став одним з трьох гравців «Шапекоенсе», що вижили в авіакатастрофі в Колумбії 28 листопада 2016 року, яка забрала життя майже всього складу клубу і тренерського штабу клубу в повному складі. Команда летіла на перший фінальний матч ПАК 2016 з «Атлетіко Насьоналем».